# Dolmen de la Guardiola
Pour les articles homonymes, voir Guardiola.
Le dolmen de la Guardiola est un dolmen situé à Rodès, dans le département français des Pyrénées-Orientales.

## Historique
Le dolmen a été découvert après un incendie de maquis survenu en août 2005.

## Description
Le dolmen a été édifié sur une ligne de crête. Son état dégradé et sa réutilisation comme abri complexifient la compréhension de son architecture. La chambre, de forme carrée, est délimitée par deux orthostates (1 m de long sur 0,60 m de hauteur) dressés à environ 1,20 m de distance. Elle ouvre au sud dans le sens de la pente naturelle. La dalle de chevet est constituée d'un bloc naturel qui a été surélevé avec une murette en pierres sèches. La dalle de couverture actuelle (1,50 m sur 1,15 m) ne recouvre que les deux tiers de la chambre et elle a été surélevée ultérieurement pour permettre à un homme de tenir assis dans la chambre. Le tumulus a disparu, les pierres qui le constituaient ont probablement été réutilisées dans les murettes. Toutes les pierres utilisées sont en granite d'origine locale.

## Matériel archéologique
Le dolmen n'a livré aucun matériel archéologique mais une concentration de tessons de céramique a été découverte à une trentaine de mètres au nord-est du monument. Ils correspondent à des poteries bien cuites à fonds plats et ronds et à un vase polypode avec un décor à coups d'ongle caractéristique du Bronze moyen.